# NGC 2772
NGC 2772 في الفهرس العام الجديد، هي مجرة، تقع في كوكبة بيت الإبرة. اكتشفت في 23 يناير 1835 بواسطة جون هيرشل.

## روابط خارجية
- NGC 2772 على موقع ويكي سكاي: DSS2, SDSS, GALEX, IRAS, Hydrogen α, X-Ray, Astrophoto, Sky Map, Articles and images